# Alfredo Arrigoni
Alfredo Arrigoni (Piacenza, 30 giugno 1935 – Piacenza, 19 giugno 2024) è stato un calciatore italiano, di ruolo attaccante.

## Biografia
La sua famiglia gestì un'autoscuola a Piacenza, attività che Arrigoni stesso condusse al termine della sua carriera calcistica. Recitò brevemente come comparsa nel film I pugni in tasca del regista bobbiese Marco Bellocchio.

## Caratteristiche tecniche
Ala sinistra mancina, rapida e lineare, fece della velocità e del tiro potente in corsa le sue armi migliori, al punto da essere paragonato a giocatori come Maurilio Prini, Bruno Pesaola e Riccardo Carapellese durante la sua militanza nella Sampdoria.

## Carriera

Alfredo Arrigoni

Crebbe nelle giovanili della SAS, società minore piacentina da cui si trasferì al Piacenza con cui esordì in prima squadra a 16 anni nella stagione 1950-1951 in Serie C. Nel campionato di Serie C 1953-1954 collezionò 32 presenze e segnò 8 reti, componendo con Silvano Mari e Amedeo Bonistalli il cosiddetto trio primavera, e nell'estate del 1954 passò alla Sampdoria.
A Genova, dopo una stagione di apprendistato (14 presenze e 2 reti) come rincalzo della vecchia gloria Pinella Baldini all'ultima stagione in blucerchiato, nell'annata 1955-1956 fu titolare (disputò tutti i 34 incontri di campionato, con 3 reti all'attivo), componendo una coppia di esterni d'attacco con Oliviero Conti.
Nella stagione successiva Arrigoni, frenato da diversi infortuni, perse il posto da titolare (13 presenze e 3 reti) complice anche l'arrivo di Marcello Agnoletto, mentre nel 1957-1958, ormai relegato fra i rincalzi, disputò solo 4 incontri. A fine stagione accettò quindi di ritornare in Serie C passando al Sarom Ravenna.
Nel prosieguo della carriera riuscì poi a risalire di una categoria militando in Serie B con Lucchese (con cui conquistò la promozione in Serie B nel 1960-1961) e Pro Patria, ma non a riaffacciarsi in massima serie. Chiuse nel Salsomaggiore, nel campionato di Seconda Categoria 1966-1967.
In carriera totalizzò complessivamente 65 presenze e 8 reti in Serie A e 88 presenze e 14 reti in Serie B.

## Palmarès

### Club

#### Competizioni nazionali
- Serie C: 2

Piacenza: 1951-1952
Lucchese: 1960-1961